# Хлудово (Тамбовская область)
Хлудово — упраздненная железнодорожная станция (тип населённого пункта) в Моршанском районе Тамбовской области России. На момент упразднения входила в состав Екатериновского сельсовета. В 2003 году включена в состав посёлка Хлудовский.

## География
Станция находилась в северной части области, в пределах Окско-Донской низменной равнины, в близи истока реки Пячка (приток реки Разазовка), у одноимённой железнодорожной станции Куйбышевской железной, на расстоянии примерно 22 километра (по прямой) к северо-западу от города Моршанска, административного центра района.

### Климат
Климат умеренно континентальный, относительно сухой, с холодной продолжительной зимой и тёплым летом. Средняя температура воздуха самого холодного месяца (января) — −11,3 °C (абсолютный минимум — −43 °C); самого тёплого месяца (июля) — 19,7 °C (абсолютный максимум — 39 °С). Период с положительной температурой выше 10 °C длится 145 дней. Среднегодовое количество атмосферных осадков составляет около 547 мм. Продолжительность залегания снежного покрова составляет в среднем 138 дней.

## История
Постановлением Думы Тамбовской области от 25.04.2003 г. № 464 железнодорожная станция Хлудово объединена с посёлком Хлудовский.

## Население
Согласно результатам переписи 2002 года, станция как отдельный населённый пункт не учитывалась, по всей видимости население учтено в составе посёлка.